# سوکومو، کوچی
سوکومو در استان کوچی در کشور ژاپن واقع شده‌است که دارای جمعیت ۲۳٬۷۷۱ نفر و مساحت ۲۸۶٫۱۱ کیلومتر مربع با تراکم جمعیت ۸۳٫۱ نفر در کیلومترمربع است و در تاریخ ۳۱ مارس ۱۹۵۴ به عنوان شهر شناخته شد.

## نگارخانه

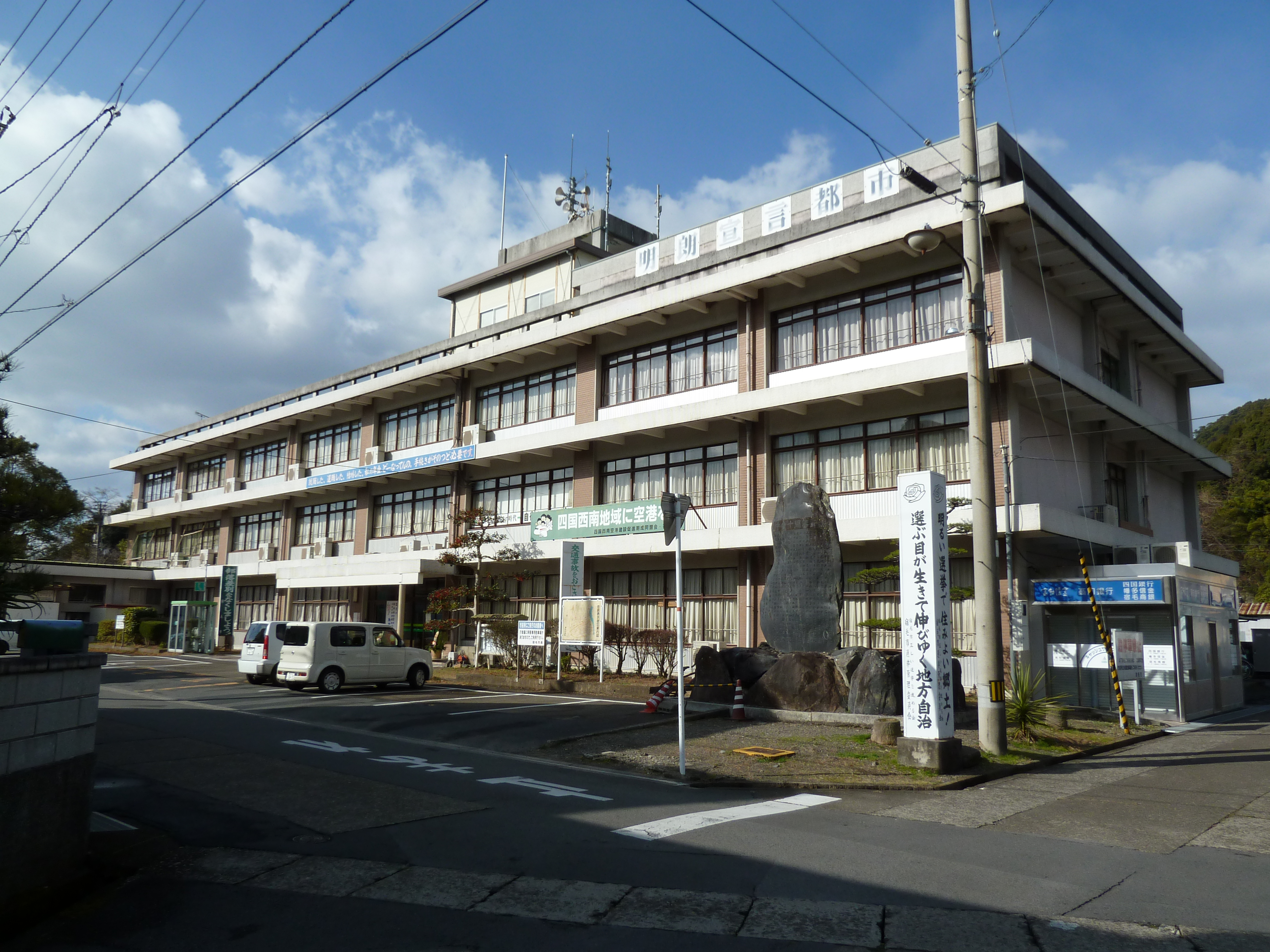
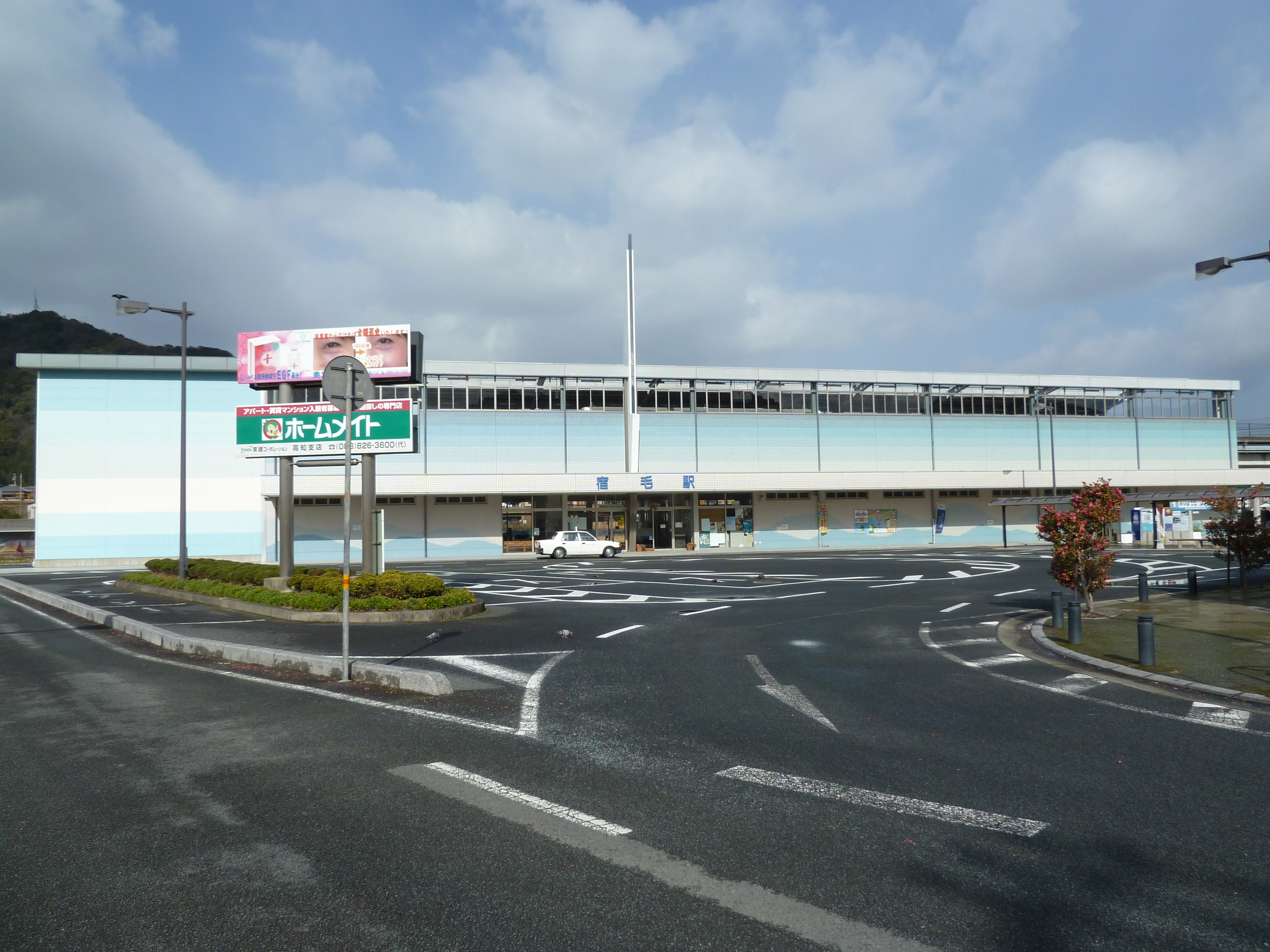
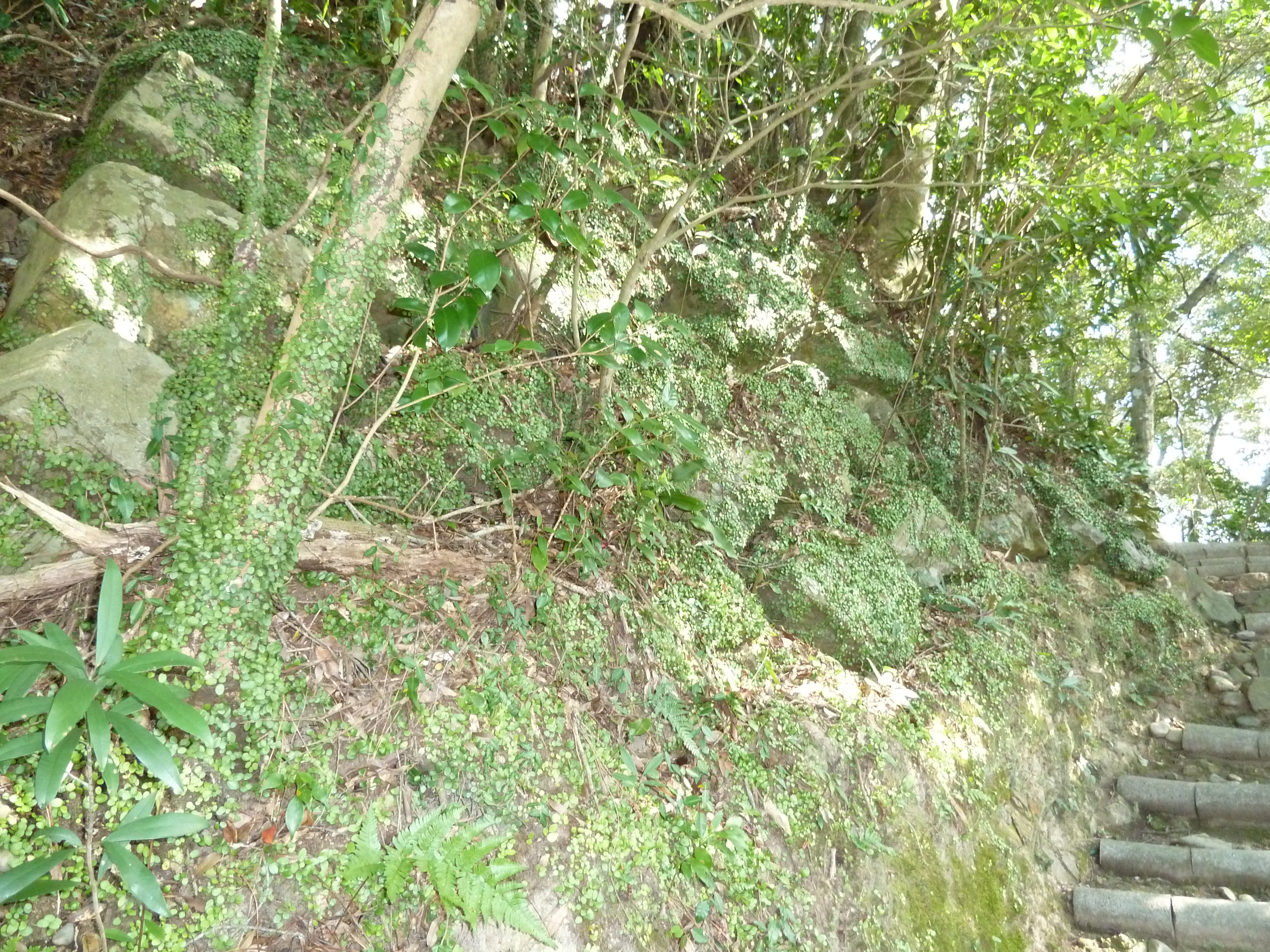
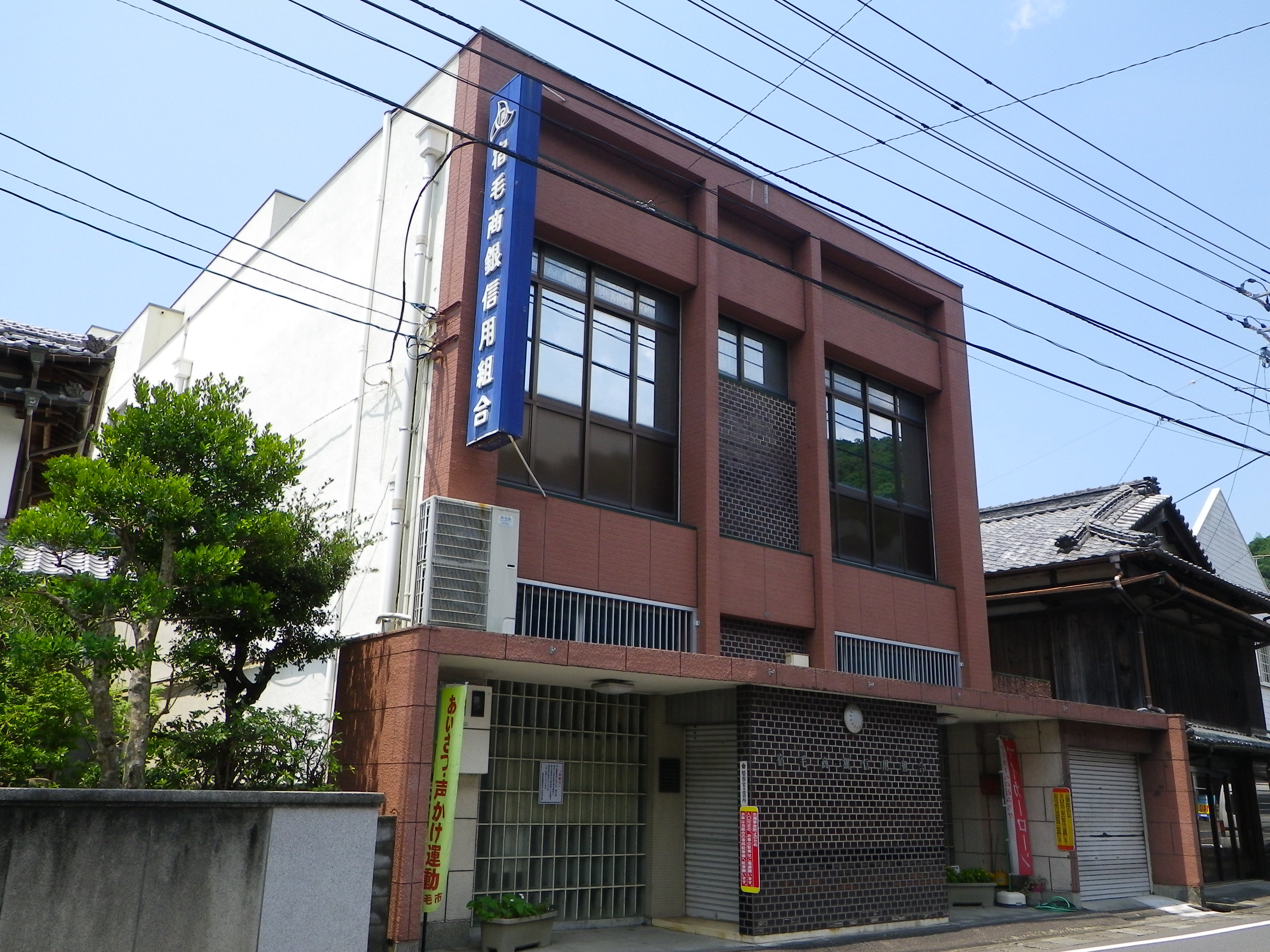
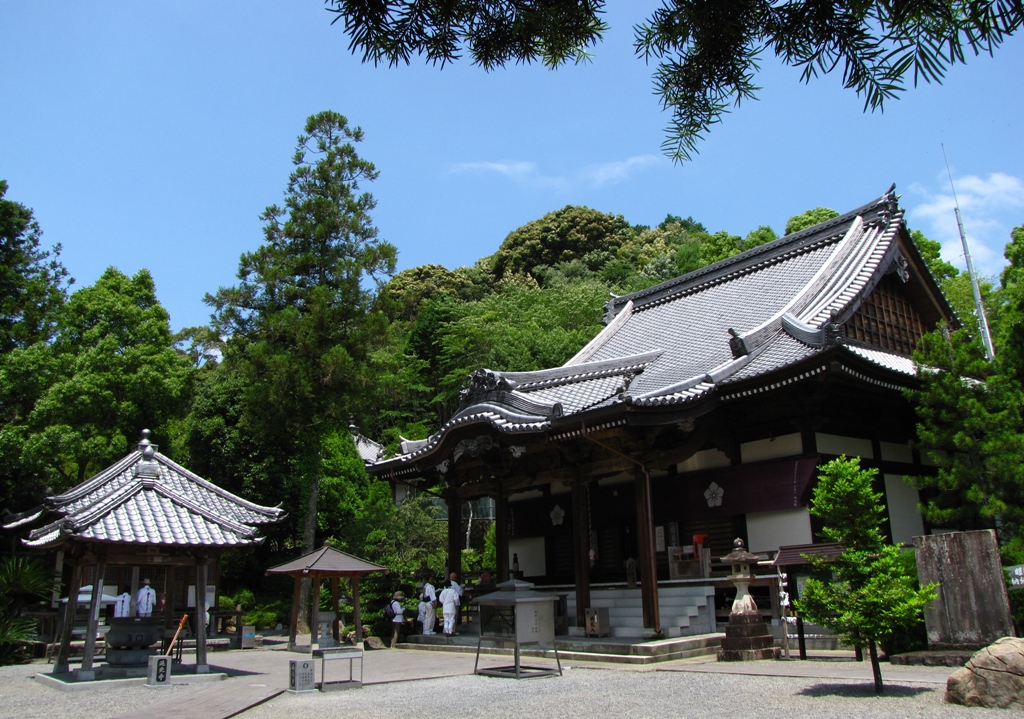